# Nicholas Čong Čin-sok
Nicholas kardinál Čong Čin-sok (7. prosince 1931 Supjo Dong – 27. dubna 2021, Soul) byl jihokorejský římskokatolický kněz, bývalý arcibiskup Soulu, kardinál.

## Život
V roce 1950 začal studovat technické obory na Národní univerzitě v Soulu. Po vypuknutí korejské války musel přerušit studium a narukoval do armády. Po vyhlášení příměří v roce 1953 vstoupil do semináře. Kněžské svěcení přijal 18. března 1961. Studia si doplnil v Hongkongu (sociologie) a v Římě na Papežské univerzitě Urbaniana (kanonické právo). V soulské arcidiecézi byl mj. sekretářem biskupa, kancléřem biskupské kurie a přednášejícím v nižším semináři.
V červnu 1970 byl jmenován biskupem diecéze Čchongdžu. Biskupské svěcení přijal 3. října téhož roku. V květnu 1998 ho papež Jan Pavel II. jmenoval arcibiskupem Soulu, kde vystřídal ve funkci kardinála Stephena Kim Sou-hwana. Od června téhož roku plní rovněž funkci apoštolského administrátora ad nutum Sanctae Sedis v Pchojongjangu, kde je nominálním arcibiskupem Francis Hong Yong-ho (od 60. let 20. století nezvěstný).
V únoru 2006 oznámil papež Benedikt XVI. jeho kardinálskou nominaci, která byla oficiálně završena na konzistoři 24. března téhož roku. Dne 10. května 2012 Benedikt XVI. přijal jeho rezignaci vzhledem k dovršení kanonického věku. Jeho nástupcem se stal dosavadní pomocný biskup Andrew Jom Su-džung.